# Градска кућа у Великој Плани (Вила Клефиш)
Вила Клефиш односно данашња Градска кућа у Великој Плани, подигнута је 1922. године. Због изразитих инжењерско-архитектонских вредности, историјског значаја и посебног места у урбаној генези Велике Плане, зграда представља непокретно културно добро као споменик културе.
Зграда је подигнута као породична вила Тонија Клефиша, италијанског индустријалца немачког порекла и једног од оснивача кланичне и меснопрерађивачке индустрије у Великој Плани. У односу на данашњу правилну регулациону линију улице, објекат је повучен у дубину парцеле и има развијену основу са централним распоредом просторија, засновану на принципу пуне симетрије.

## Архитектура
Вила је изведена у масивном конструктивном систему са јаким носећим зидовима од опеке старог формата. Међуспратна конструкција је дрвена, кров има сложену основу и карактеристичну мансардну форму. Састоји се од подрума, приземља, спрата и таванског простора. У просторном смислу, објекат се одликује лепо развијеним масама и кубусима врло складних пропорција, како међусобно један према другом, тако и сваки појединачно према архитектонском корпусу здања у целини. Фасаде објекта су уравнотежених, мирних површина, харморичних пропорција са добрим ритмом распореда фасадних отвора који је проистекао из фукционално-организационе шеме основа приземља и спрата. На фасадама нема орнаменталне пластике. Подела фасада по хоризонтали је наглашена подеоним и кровним венцем који је богато профилисан. 
У ликовно-обликовном смислу, архитектура овог здања је заснована на варијацији постулата постакадемизма са приметним утицајем принципа ране модерне и елемената немачког форклорног градитељства.

## Намена и реконструкција
Неколико деценија након Другог светског рата вилу Клефиш је користило Министарство унутрашњих послова и у њој је била смештена полицијска станица све до 2009. године када је за ту намену изграђена нова зграда. Министарство државне управе и локалне самоуправе је априла 2018. године издвојило 7 милиона динара за финансирање санације некадашње виле Клефиш. Објекат је променио намену, те након неколико година пропадања и решавања правно имовинских односа, уследила је реконструкција и од 10. октобра 2019. године, на дан ослобођења Велике Плане у Другом светском рату, ово репрезентативно здање у центру града постало је Градска кућа. У њој се налази сала за венчавање и галерија. Прво венчање у овом здању обављено је 26. октобра 2019. године.